# Nastri d'argento - Grandi Serie 2021
La 1ª edizione dei Nastri d'argento - Grandi Serie si è tenuta il 18 settembre 2021 presso il Teatro di corte di Palazzo Reale di Napoli.

## Premi e candidature
I vincitori sono indicati in grassetto, a seguire gli altri candidati.

### Serie dell'anno
- Petra, regia di Maria Sole Tognazzi
- Romulus, regia di Matteo Rovere
- Il commissario Ricciardi, regia di Alessandro D'Alatri

### Nastro d'argento Speciale - Icona amata dal pubblico
- Luca Zingaretti - Commissario Montalbano
- Stefano Accorsi - 1992, 1993, 1994
- Marco D'Amore e Salvatore Esposito - Gomorra - La serie
- Alessandro Borghi - Suburra - La serie
- Silvio Orlando - The Young Pope e The New Pope

### Nastro d'argento Speciale - Performance internazionale
- Matilda De Angelis - The Undoing - Le verità non dette
- Rosario Rinaldo e Ludovico Bessegato - Skam Italia

### Nastro d'argento Speciale - Serie internazionali

#### Registi
- Saverio Costanzo - L'amica geniale
- Luca Guadagnino - We Are Who We Are
- Paolo Sorrentino - The New Pope
- Stefano Sollima - ZeroZeroZero
- Marco D'Amore - Gomorra - La serie

#### Produttori
- Riccardo Tozzi per Cattleya
- Maria Pia Ammirati per Rai Fiction
- Nils Hartmann per Sky Italia
- Lorenzo Mieli per The Apartment
- Mario Gianani per Wildside
- Domenico Procacci per Fandango
- Luca Bernabei e Matilde Bernabei per Lux Vide
- Nicola Serra e Carlo Degli Esposti per Palomar

### Nastro d'argento Speciale
- Maurizio De Giovanni

### Premio Wella per l’immagine
- Ludovica Martino

### Premio Nuovo Imae
- Ludovica Nasti - L'amica geniale
- Elisa Del Genio - L'amica geniale
- Gaia Girace - L'amica geniale
- Margherita Mazzucco - L'amica geniale

### Premio Fondazione Claudio Nobis
- Mare fuori